# NGC 7192
NGC 7192 é uma galáxia elíptica (E) localizada na direcção da constelação de Indus. Possui uma declinação de -64° 18' 58" e uma ascensão recta de 22 horas, 06 minutos e 49,9 segundos.
A galáxia NGC 7192 foi descoberta em 22 de Junho de 1835 por John Herschel.